# Sarahnãnazabelê
Sarahnãnazabelê é o segundo álbum de estúdio do girl group brasileiro SNZ, composto pelas irmãs, Sarah Sheeva, Nãna Shara e Zabelê. O álbum foi lançado em 23 de agosto de 2001, pela Warner Music, sendo o último álbum de estúdio do grupo, como um trio. Sarahnãnazabelê foi produzido por Paulo Jeveaux, ou apenas G-Vô, que remixou a canção "Retrato Imaginário", fazendo com que o grupo ganhasse popularidade. Após isso, a gravadora contratou Jeveaux para produzir o álbum inteiro do trio.
Sarahnãnazabele traz canções que passeiam pela sonoridade pop e R&B, fundamentado em versões em português de sucessos das paradas americanas. Dois singles foram lançados do álbum, O primeiro single da obra foi a regravação da balada "Nothing's Gonna Change My Love for You", gravada originalmente pelo cantor e guitarrista americano George Benson em 1985. O single foi lançado em 2001, com a participação do cantor Richard Lugo. A canção entrou na trilha sonora da novela Um Anjo Caiu do Céu e se tornou bastante popular. Já a canção "Se Eu Pudesse", lançada como segundo e último single da obra, também conseguiu destaque e se tornou outro grande sucesso do trio.

## Antecedentes e produção
Após o sucesso da canção "Retrato Imaginário", impulsionado pelo remix produzido por Paulo Jeveaux (mais conhecido como G-Vô), que fez com que a canção e o trio se tornassem ainda mais conhecidos, o grupo foi convocado, em janeiro de 2001, para se apresentar em um dos palcos menores no Festival Rock in Rio 3, que aconteceu no Rio de Janeiro. Após isso, a gravadora do grupo, a Warner Music Brasil, contratou o produtor para produzir o que seria o próximo disco do trio. No álbum, o trio retorna fazendo um pop dançante, fundamentado em versões traduzidas de sucessos da parada americana de R&B.
Das 12 faixas de "Sarahnãnazabelê", metade é de versões "inéditas" de músicas internacionais. Segundo o trio, não foi uma jogada da gravadora para deixá-las ainda mais parecidas com as Spice Girls. Segundo as meninas do SNZ, a autenticidade está no DNA delas e ninguém controla o repertório do trio. "Tínhamos um monte de composições próprias, mas recebemos várias músicas da Warner e gostamos de algumas, que têm a ver com o que curtimos agora", explicam. "Ao receber essas músicas, a gente se sentiu desafiada a fazer um trabalho com uma qualidade internacional, mas com o suingue brasileiro."
Para o grupo, o toque do SNZ para tornar as faixas mais brasileiras aparece nas letras. "Tivemos de fazer adaptações porque as letras lá de fora são muito bobinhas. Nossas letras têm de passar uma mensagem. Se for uma história, precisa ter começo, meio e fim."

## Composição e faixas
"Sarahnãnazabelê" é composto por faixas escritas, em sua maioria, pelas próprias integrantes do trio, assim como ocorreu com o primeiro álbum das meninas. O álbum inicia com a canção "Quem Será Você?", versão da canção "All That", composta pelas três. A canção é puramente pop, assim como a segunda canção, "Outra Chance", versão da canção "Without You", também escrita pelo trio. Já a terceira faixa, "Nothing's Gonna Change My Love for You", regravação do hit romântico gravado originalmente por George Benson em 1985, traz o SNZ dividindo os vocais com o cantor teen americano Richard Lugo. Para o trio, "Com essa música, a gente conseguiu mostrar que o SNZ também faz baladas, além de hip hop, dance e rap." A quarta faixa, "Se Eu Pudesse", é uma balada, composta somente por Sarah Sheeva.
A quinta faixa, "Eu e a Brisa", é uma regravação do clássico de Johnny Alf, dos anos 60, e conta com a participação dos pais do trio, Baby do Brasil e Pepeu Gomes. "Beleza em Você", também composta pelo trio, é uma versão da canção "It Doesn't Get Better Than Me", de Shawn Desman. Apresentando bastante influência R&B, "Não Mande Flores" é uma versão da canção "Don't Send Me Roses", escrita por Carl Sturken e Evan Rogers. A balada "Te Amei a Vida Inteira" foi escrita somente por Nãna Shara, assim como a canção "Já Foi". Zabelê também se aventurou e co-escreveu duas canções, "Me Convide pra Dançar" e "As Suas Palavras (ambas em parceira com Eduardo Oliveira e Eden Jr.). O álbum encerra com a versão em português de "Nothing's Gonna Change My Love for You", intitulada "Nada Vai Tirar Você de Mim", escrita pelas próprias integrantes do trio e cantada somente por elas.

## Singles
O primeiro single do álbum, "Nothing's Gonna Change My Love for You", foi lançado no meio do ano de 2001, entrando para a trilha sonora internacional da novela global "Um Anjo Caiu do Céu". Por conta disso, Caio Blat, protagonista da novela, fez uma participação especial no clipe da música. A canção foi um sucesso estrondoso, estourando nas paradas de sucesso, sendo ouvida à exaustão nas rádios e na TV, se tornando o maior hit do trio no Brasil.
O segundo single do álbum, a balada "Se Eu Pudesse", ajudou o trio a continuar no sucesso, se tornando mais um hit, com o seu clipe sendo indicado a categoria "Melhor Clipe POP" no VMB da MTV.

## Divulgação
O grupo divulgou o álbum em várias aparições, incluindo o Planeta Xuxa, da apresentadora Xuxa, onde performaram "Nada Vai Tirar Você de Mim", o grupo também cantou a mesma canção no Eliana & Alegria da apresentadora Eliana e no Domingo Legal de Gugu Liberato. O grupo também cantou "Nothing's Gonna Change My Love for You" no Planeta Xuxa, cuja apresentação contou com a participação de Richard Lugo, já a versão remix da faixa foi divulgada nos programas, Hebe e no Criança Esperança da Rede Globo. Já para promover "Se Eu Pudesse", o grupo compareceu ao Teleton, além de terem ido ao É Show, de Adriane Galisteu, Altas Horas de Serginho Groisman, Planeta Xuxa de Verão e Domingo Legal. O grupo também foi na rádio Band FM cantar os dois singles do álbum. O grupo também ganhou o Prêmio Multishow de Música Brasileira 2002 na categoria "Grupo Revelação".

## Faixas
| Sarahnãnazabelê |                                                                                  |                                    |                |         |  |
| N.º             | Título                                                                           | Compositor(es)                     | Produção       | Duração |  |
| 1.              | "Quem Será Você" (All That)                                                      | SNZ                                | Paulo Jeveaux  | 3:24    |  |
| 2.              | "Outra Chance" (Without You)                                                     | SNZ                                | Jeveaux        | 4:01    |  |
| 3.              | "Nothing's Gonna Change My Love for You" (Participação especial de Richard Lugo) | Michael Masser, Gerry Goffin       | Jeveaux        | 3:28    |  |
| 4.              | "Se Eu Pudesse"                                                                  | Sarah Sheeva                       | Jeveaux        | 4:00    |  |
| 5.              | "Eu e a Brisa" (Participação especial de Baby do Brasil e Pepeu Gomes)           | Johnny Alf                         | Jeveaux        | 4:20    |  |
| 6.              | "Beleza em Você" (It Doesn't Get Better Than Me)                                 | SNZ                                | Jeveaux        | 3:53    |  |
| 7.              | "Não Mande Flores" (Don't Send Me Roses)                                         | SNZ                                | Jeveaux        | 4:15    |  |
| 8.              | "Te Amei a Vida Inteira"                                                         | Nãna Shara                         | Jeveaux        | 5:10    |  |
| 9.              | "Me Convide pra Dançar"                                                          | Zabelê, Eduardo Oliveira, Eden Jr. | Jeveaux        | 4:08    |  |
| 10.             | "Já Foi"                                                                         | Shara                              | Jeveaux        | 4:45    |  |
| 11.             | "As Suas Palavras"                                                               | Zabelê, Oliveira, Eden Jr.         | Jeveaux        | 5:06    |  |
| 12.             | "Nada Vai Tirar Você de Mim" (Nothing's Gonna Change My Love for You)            | SNZ                                | Jeveaux        | 3:27    |  |
| Duração total:  | Duração total:                                                                   | Duração total:                     | Duração total: | 50:00   |  |